# Nowe Czarnowo

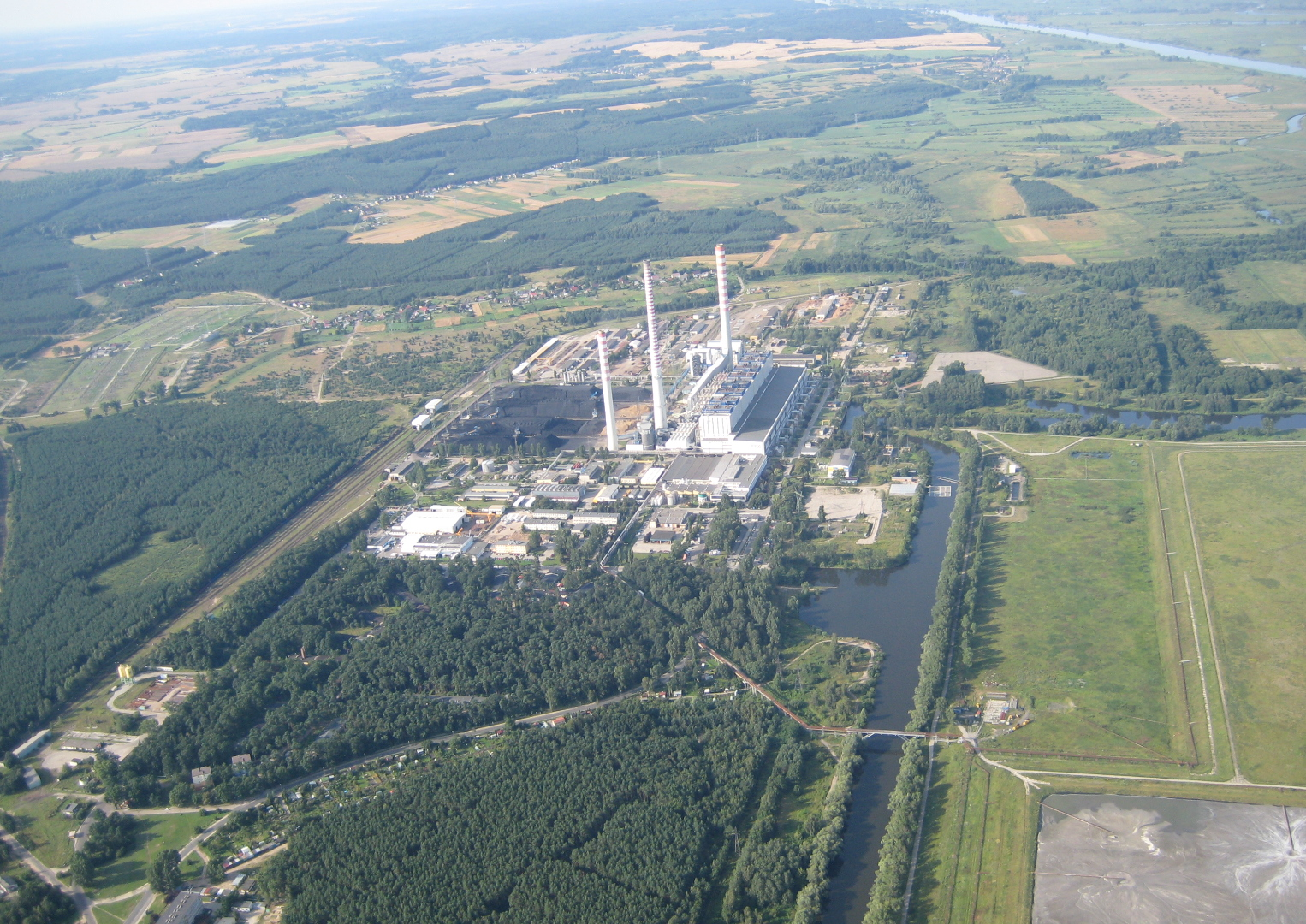
Luftaufnahme von Nowe Czarnowo, in der Bildmitte das Kohlekraftwerk Unteroder

Nowe Czarnowo (deutsch Neu Zarnow) ist ein Ort in Polen, der zur Gemeinde Gryfino (Greifenhagen) gehört.

## Geschichte
Neu Zarnow wurde um 1819 gegründet. Bereits 1842 umfasste das Dorf mehr als dreißig Wohnhäuser und war damit größer als beispielsweise das benachbarte Klein Zarnow. Wann genau sämtliche Siedlungen mit dem Namensteil -Zarnow in jeweils eigen- und selbstständige Gemeinden aufgeteilt wurden, ist unbekannt. Bis 1945 gehörte Neu Zarnow zu Deutschland.

## Gegenwart
Nowe Czarnowo ist heute Teil der Gemeinde Greifenhagen und liegt etwa acht Kilometer südlich davon entfernt in der nordwestlichen Ecke der Woiwodschaft Westpommern an der westlichen Grenze zu Deutschland. Das Dorf hat derzeit 582 Einwohner (Stand 2017) und bedeckt etwa 159 Hektar Fläche. Nowe Czarnowo hatte einen Bahnhof an der Strecke Breslau–Stettin, eine eigene Kirche hat der Ort nicht. Am Ort vorbei fließt der kleine Fluss Pinne. Nur einen Kilometer entfernt von Nowe Czarnowo liegt das Kraftwerk Unteroder (ein Kohlekraftwerk), etwa eineinhalb Kilometer nordöstlich vom Dorf liegt der geheimnisvolle „Krumme Wald“.